# کریم‌آباد آب‌نیل
کریم‌آباد آب‌نیل، روستایی است از توابع بخش چترود شهرستان کرمان در استان کرمان ایران.

## جمعیت
این روستا در دهستان کویرات قرار داشته و براساس آخرین سرشماری مرکز آمار ایران که در سال ۱۳۸۵ صورت گرفته، جمعیت آن 311نفر ( 74خانوار) بوده‌است.